# Capparis floribunda
Capparis floribunda là một loài thực vật có hoa trong họ Capparaceae. Loài này được Lepr. ex Walp. mô tả khoa học đầu tiên năm 1843.